# 呂略
呂略（挪威語：Lurøy）是挪威諾爾蘭郡的一個市镇，行政中心为吕略村。市镇面积为265.19平方公里，2023年人口数量为1,852人。